# Elica
Elica je žensko osebno ime.

## Izvor imena
Ime Elica je različica ženskih osebnih imen Adela, Eleonora, Elizabeta oziroma Helena.

## Pogostost imena
Po podatkih Statističnega urada Republike Slovenije je bilo na dan 31. decembra 2007 v Sloveniji število ženskih oseb z imenom Elica: 116.

## Osebni praznik
Osebe z imenom Elica lahko godujejo takrat kot osebe iz katerih je ime izpeljano.